# Ill Ray (The King)
Singles de Kasabian
Bless This Acid House
(2017)
Pistes de For Crying Out Loud
Sixteen Blocks
(10) Put Your Life on It
(12)
Ill Ray (The King) est le quatrième single du cinquième album studio, For Crying Out Loud, du groupe britannique de rock alternatif Kasabian publié le 30 août 2017.

## Liste des chansons
Toute la musique est composée par Sergio Pizzorno.
| No | Titre              | Durée |
| -- | ------------------ | ----- |
| 1. | Ill Ray (The King) | 3:48  |